# Illa Czymczyuri
Illa Walikojewycz Czymczyuri (ukr. Ілля Валікоєвич Чимчиурі, ur. 19 kwietnia 1973) – ukraiński judoka.
Zajął siódme miejsce na mistrzostwach świata w 1997 i 2001; uczestnik zawodów w 2003. Startował w Pucharze Świata w latach 1996–2001, 2003–2006 i 2008–2010. Brązowy medalista mistrzostw Europy w 1996 i 1998; siódmy w 2005. Mistrz Ukrainy w 2005 roku.